# Богданова Людмила Володимирівна
Людмила Володимирівна Богда́нова (нар. 6 січня 1926, Костянтинівка) — радянська і українська мистецтвознавиця; член Спілки радянських художників України з 1981 року.

## Біографія
Народилася 6 січня 1926 року в місті Костянтинівці (нині Донецька область, Україна). Померла 13 червня 2011 року.У 1951 року закінчила Дніпропетровський університет. З 1962 року — науковий співробітник, старший науковий співробітник Дніпропетровського художнього музею. Обіймала посади завідувача наукової бібліотеки, завідувача відділу радянського мистецтва; у 1972—1995 роках — заступника директора з наукової роботи. З 1995 року — провідний спеціаліст. Мешкала у місті Дніпрі в будинку на проспекті Гагаріна, № 16, квартира № 3

## Науковий доробок
Досліджувала експонати збірки художнього музею та творчість художників Дніпра і Дніпропетровської області. Серед праць:
- «Каталог XXI обласної художньої виставки» (1963)[1];
- «Заслужений художник УРСР Петро Іванович Магро» (1970);
- «28 виставка творів художників Дніпропетровщини: Каталог» (1971, співавтор);
- «Художники Дніпропетровська: Каталог» (1976, співавтор);
- «Заслужений художник УРСР Михайло Олександрович Кокін» (1972; 1978; 1985; 1987);
- «Віктор Іванович Матюшенко» (1975; 1984; про творчість Віктора Матюшенка);
- «Василь Давидович Філоненко» (1979);
- «Віктор Андрійович Королачук» (1979);
- «Йосип Оксентійович Білополий» (1980);
- «Федір Максимович Клименко» (1981; 1987);
- «Володимир Олександрович Жуган» (1987);
- «Графіка художників Дніпропетровщини у збірці Дніпропетровського художнього музею: Каталог» (1995).

У 1971 році підготувала комплект листівок Дніпропетровського художнього музею. Брала участь у підготовці біобібліографічного словника «Художники Дніпропетровщини» (Дніпропетровськ, 1991). Авторка статей до Енциклопедії сучасної України.